# Liste der Biografien/Cord
Liste der Biografien |
Portal Biografien |
Personensuche
# |
A |
B |
C |
D |
E |
F |
G |
H |
I |
J |
K |
L |
M |
N |
O |
P |
Q |
R |
S |
T |
U |
V |
W |
X |
Y |
Z |
?
 
Ca |
Cb |
Cc |
Ce |
Ch |
Ci |
Cj |
Ck |
Cl |
Cm |
Cn |
Co |
Cr |
Cs |
Ct |
Cu |
Cv |
Cw |
Cy |
Cz
 
Coa–Cod |
Coe–Cok |
Col |
Com |
Con |
Coo–Coq |
Cor |
Cos |
Cot |
Cou |
Cov |
Cow |
Cox |
Coy |
Coz
 
Cora |
Corb |
Corc |
Cord |
Core |
Corf |
Corg |
Cori |
Cork |
Corl |
Corm |
Corn |
Coro |
Corp |
Corr |
Cors |
Cort |
Coru |
Corv |
Corw |
Cory |
Corz
Die Liste der Biografien führt alle Personen auf, die in der deutschsprachigen Wikipedia einen Artikel haben. Dieses ist eine Teilliste mit 269 Einträgen von Personen, deren Namen mit den Buchstaben „Cord“ beginnt.

## Cord
- Cord, Alex (1933–2021), US-amerikanischer Schauspieler und Autor
- Cord, Anna (* 1982), deutsche Geografin, Biologin und Hochschullehrerin
- Cord, Chris (* 1940), US-amerikanischer Autorennfahrer
- Cord, Errett Lobban (1894–1974), US-amerikanischer Unternehmer

### Corda
- Corda, Alfredo (1922–1978), Schweizer Opernsänger (Tenor)
- Corda, August Karl Joseph (1809–1849), böhmischer Botaniker
- Corda, Giovanna (* 1952), belgische Politikerin (PS), MdEP
- Corda, Joseph (1773–1843), französischer Brigadegeneral der Artillerie
- Corda, María (1898–1976), ungarische Schauspielerin
- Corda, Vladi, ukrainisch-deutscher Geiger und Komponist
- Cordae (* 1997), US-amerikanischer Rapper
- Cordalis, Costa (1944–2019), deutscher Schlagersänger
- Cordalis, Lucas (* 1967), deutscher Sänger, Komponist und MusikproduzentLucas Cordalis (* 1967)

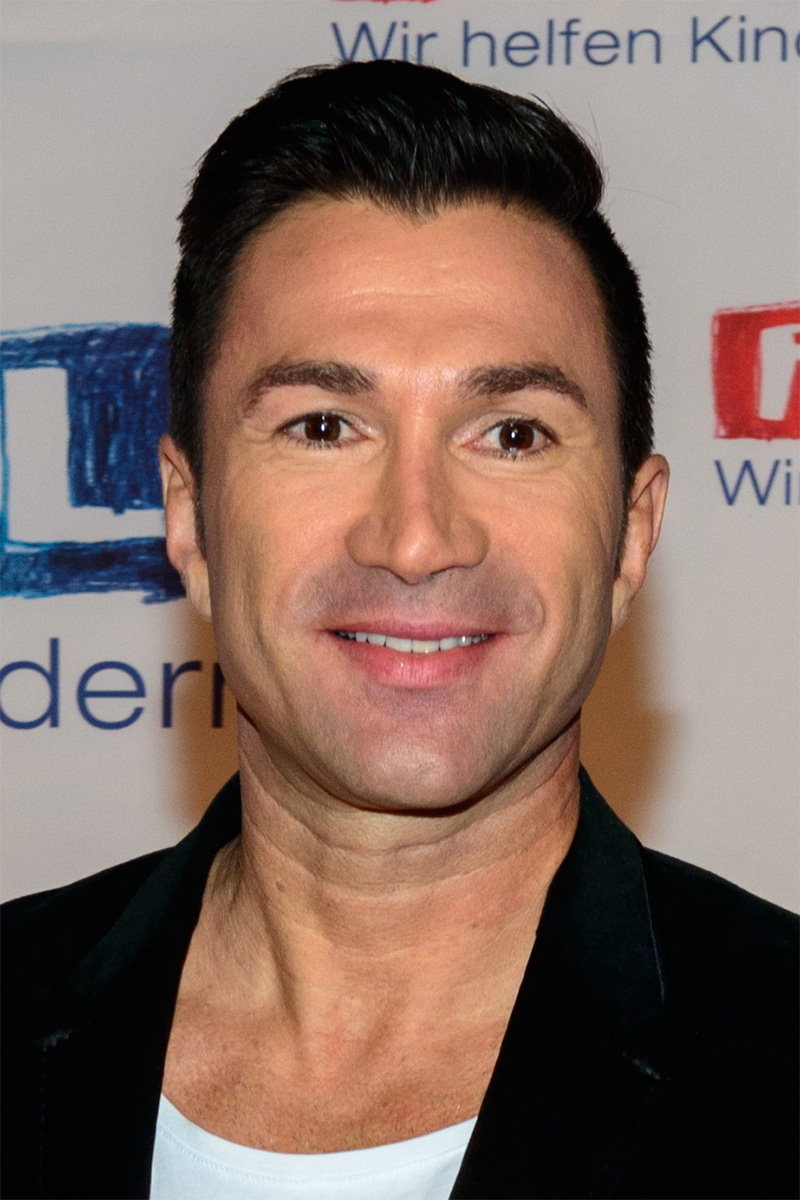
Lucas Cordalis (* 1967)

- Cordan, Dietmar (* 1941), deutscher Opernsänger (Tenor)
- Cordan, Wolfgang (1909–1966), deutscher Schriftsteller
- Cordang, Mathieu (1869–1942), niederländischer Radrennfahrer
- Cordani, Laura, san-marinesische Fußballschiedsrichterassistentin
- Cordans, Bartolomeo (1698–1757), italienischer Komponist des Barock
- Cordara, Giulio Cesare (1704–1785), italienischer Jesuit und Historiker
- Čordaš, Stjepan (* 1951), jugoslawischer Fußballspieler und -trainer
- Čordaš, Zlatko (* 1948), jugoslawischer Tischtennisspieler und Teamcoach des Deutschen Tischtennis-Bundes
- Cordas, Zoltan (* 1962), jugoslawischer Handballspieler und -trainer
- Cordatus, Konrad (1480–1546), Theologe, Reformator
- Corday d’Armont, Jacques-François de († 1798), französischer Adliger
- Corday, Barbara (* 1944), US-amerikanische Drehbuchautorin und Filmproduzentin
- Corday, Charlotte (1768–1793), französische Adlige und AttentäterinCharlotte Corday (1768–1793)

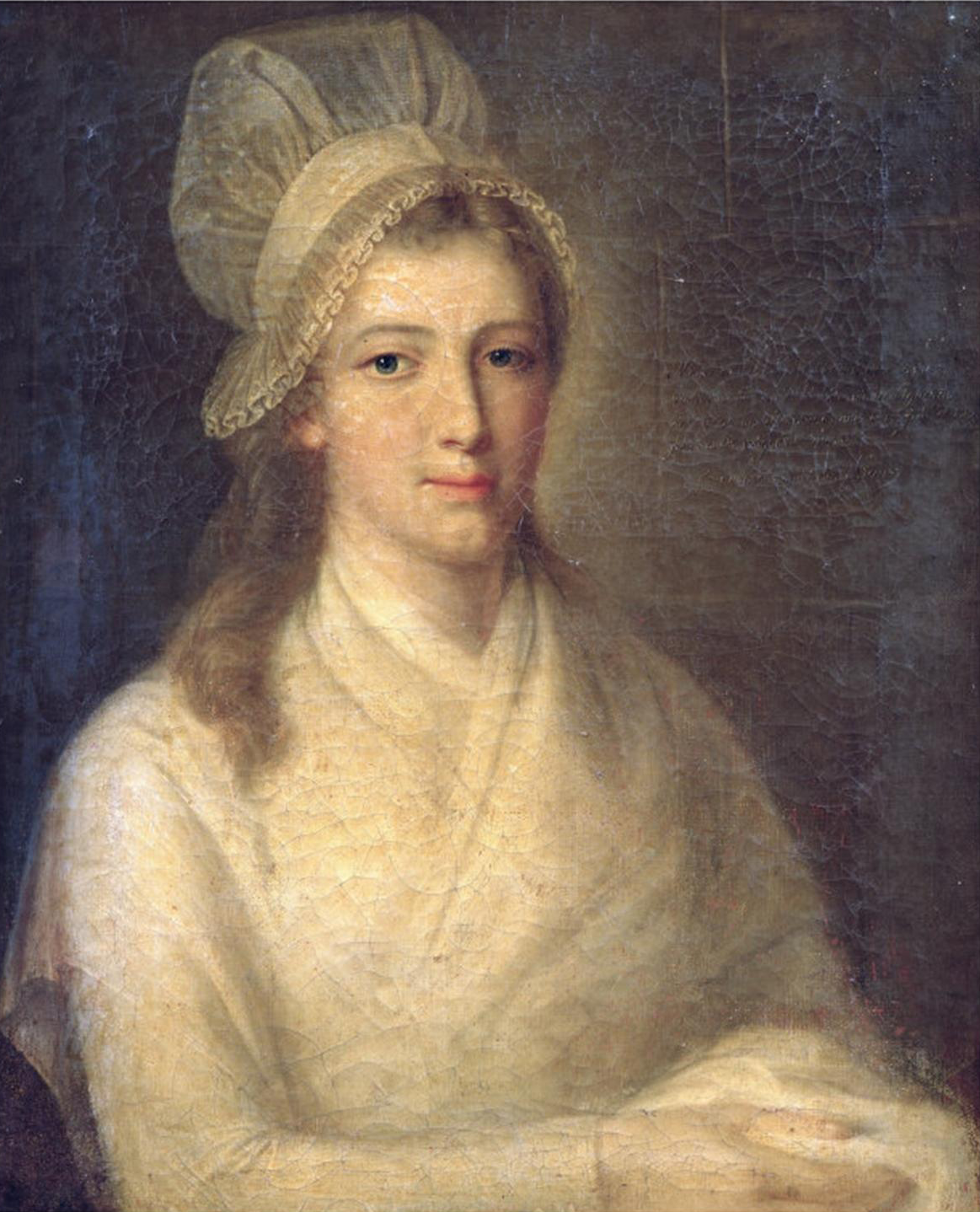
Charlotte Corday (1768–1793)

- Corday, Mara (1930–2025), US-amerikanisches Model und Schauspielerin
- Corday, Marcelle (1890–1971), US-amerikanische Schauspielerin
- Cordaz, Alex (* 1983), italienischer Fußballspieler

### Cordd
- Corddry, Nate (* 1977), US-amerikanischer Schauspieler und Synchronsprecher
- Corddry, Rob (* 1971), US-amerikanischer Schauspieler

### Corde
- Corde, Walter (1876–1944), deutscher Maler
- Cordeel, Amaury (* 2002), belgischer Automobilrennfahrer
- Cordeel, Sander (* 1987), belgischer Radrennfahrer
- Cordeiro de Faria, Gustavo (1893–1948), brasilianischer Generalmajor
- Cordeiro de Lima, Rosalvo (* 1962), brasilianischer Geistlicher und römisch-katholischer Bischof von Itapipoca
- Cordeiro Pereira, Agnaldo (* 1975), brasilianischer Fußballspieler
- Cordeiro, Denner (* 1998), brasilianischer Hürdenläufer
- Cordeiro, Edson (* 1967), brasilianischer Sänger
- Cordeiro, João Ricardo (1836–1881), portugiesischer Theaterdichter
- Cordeiro, Joseph (1918–1994), indischer Geistlicher und Erzbischof von Karatschi und Kardinal
- Cordeiro, Leonardo (* 1989), brasilianischer Automobilrennfahrer
- Cordeiro, Luciano (1844–1900), portugiesischer Schriftsteller
- Cordeiro, Margarida (* 1938), portugiesische Psychiaterin und ehemalige Filmregisseurin und Filmeditorin
- Cordeiro, Nuno Isidro Nunes (* 1964), portugiesischer römisch-katholischer Geistlicher, Weihbischof in Lissabon
- Cordeiro, Pedro (* 1963), portugiesischer Tennisspieler
- Cordeiro, Vasco (* 1973), portugiesischer Politiker der Partido Socialista von den Azoren
- Cordel, Anton (1760–1826), deutscher Prälat, Dompropst und Generalvikar des Bistums Trier
- Cordel, Oskar (1843–1913), deutscher Schachspieler und Autor
- Cordell, Denny (1943–1995), britischer Musikproduzent und Pferdezüchter
- Cordell, Edward (* 1828), Beteiligter der Revolution 1849
- Cordell, Ernst (1900–1971), deutscher Ingenieur
- Cordell, Frank (1918–1980), englischer Komponist
- Cordell, Linda S. (1943–2013), US-amerikanische Archäologin und Anthropologin
- Cordell, Phil (1947–2007), britischer Musiker und Komponist
- Cordemann, Ferdinand (* 1790), deutscher Sänger
- Cordemann, Friedrich (* 1769), deutscher Theaterschauspieler
- Cordemann, Friedrich (1812–1891), preußischer Generalmajor
- Cordemann, Hermann (1891–1975), deutscher Offizier und Politiker (NSDAP)
- Cordemann, Margarete (1889–1968), deutsche Sozialarbeiterin
- Cordemoy, Géraud de (1626–1684), französischer Philosoph
- Corden, Henry (1920–2005), kanadischer Schauspieler und Sprecher in Zeichentrickfilmen
- Corden, Hubert (1756–1839), nassauischer Pfarrer und Politiker
- Corden, James (* 1978), britischer Film- und Theaterschauspieler, Synchronsprecher, Drehbuchautor, Moderator und KomikerJames Corden (* 1978)

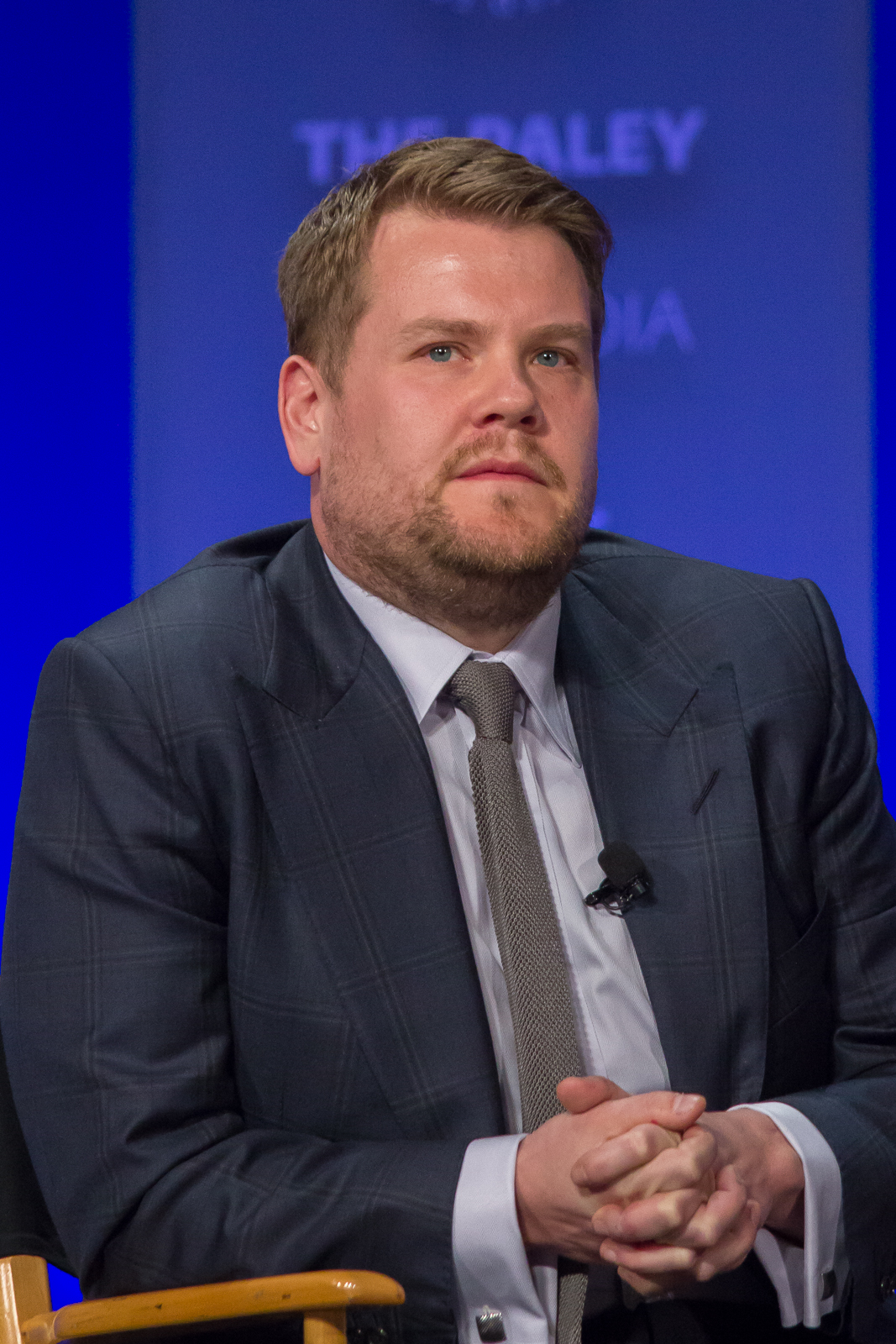
James Corden (* 1978)

- Corden, Warner Max (1927–2023), australischer Ökonom
- Corden-Lloyd, Ian (1938–1978), britischer Richter
- Corder, Colette (1897–1982), deutsche Theater- und Filmschauspielerin
- Corder, Frederick (1852–1932), englischer Komponist
- Corder, Paul (1879–1942), englischer Komponist
- Cordero Arias, Juan Fernando (* 1947), costa-ricanischer Diplomat und Journalist
- Cordero Crespo, Luis (1833–1912), ecuadorianischer Politiker, zweimaliger Präsident von Ecuador
- Cordero di Montezemolo, Vittorio (1917–1982), italienischer Diplomat
- Cordero Ferrer, Desirée (* 1993), spanisches Model und Titelverteidigerin bei Schönheitswettbewerben
- Cordero Gonzales, Victor (1893–1949), peruanischer Sänger und Komponist
- Cordero Lanza di Montezemolo, Andrea (1925–2017), italienischer Kardinal, Diplomat des Heiligen Stuhls
- Cordero Lara, Róger, venezolanischer Militär und Abgeordneter
- Cordero, Álvaro (* 1954), venezolanischer Komponist und Musikpädagoge
- Cordero, Carlos (* 1977), mexikanischer Marathonläufer
- Cordero, Emilio (1917–2010), italienischer Pauliner-Priester und Filmschaffender
- Cordero, Fernando (* 1987), chilenischer Fußballspieler
- Cordero, Joaquín (1922–2013), mexikanischer Schauspieler
- Cordero, Nick (1978–2020), kanadischer Schauspieler und Musiker
- Cordero, Paquito (1932–2009), puerto-ricanischer Fernsehproduzent und Schauspieler
- Cordero, Renato (* 2003), chilenischer Fußballspieler
- Cordero, Roque (1917–2008), panamaischer Komponist
- Cordero, Sebastián (* 1972), ecuadorianischer Regisseur, Drehbuchautor und Produzent
- Cordery, Richard (* 1950), britischer Schauspieler
- Cordes, Albrecht (* 1958), deutscher Rechtshistoriker
- Cordes, Alexandra (1935–1986), deutsche Schriftstellerin
- Cordes, Alfred (* 1948), deutscher Lehrer und Schriftsteller
- Cordes, Annemarie (1918–1998), deutsche Schauspielerin, Hörspiel- und Synchronsprecherin
- Cordes, August (1859–1936), deutscher evangelisch-lutherischer Geistlicher, Superintendent von Leipzig
- Cordes, Burkhard (* 1939), brasilianischer Segler
- Cordes, Cord, deutscher Kirchenjurist, Domherr und königlich dänischer Rat
- Cordes, Daniel (* 1964), deutscher Jazzbassist
- Cordes, Eckart (* 1933), deutscher Buchhändler
- Cordes, Eckhard (* 1950), deutscher ManagerEckhard Cordes (* 1950)

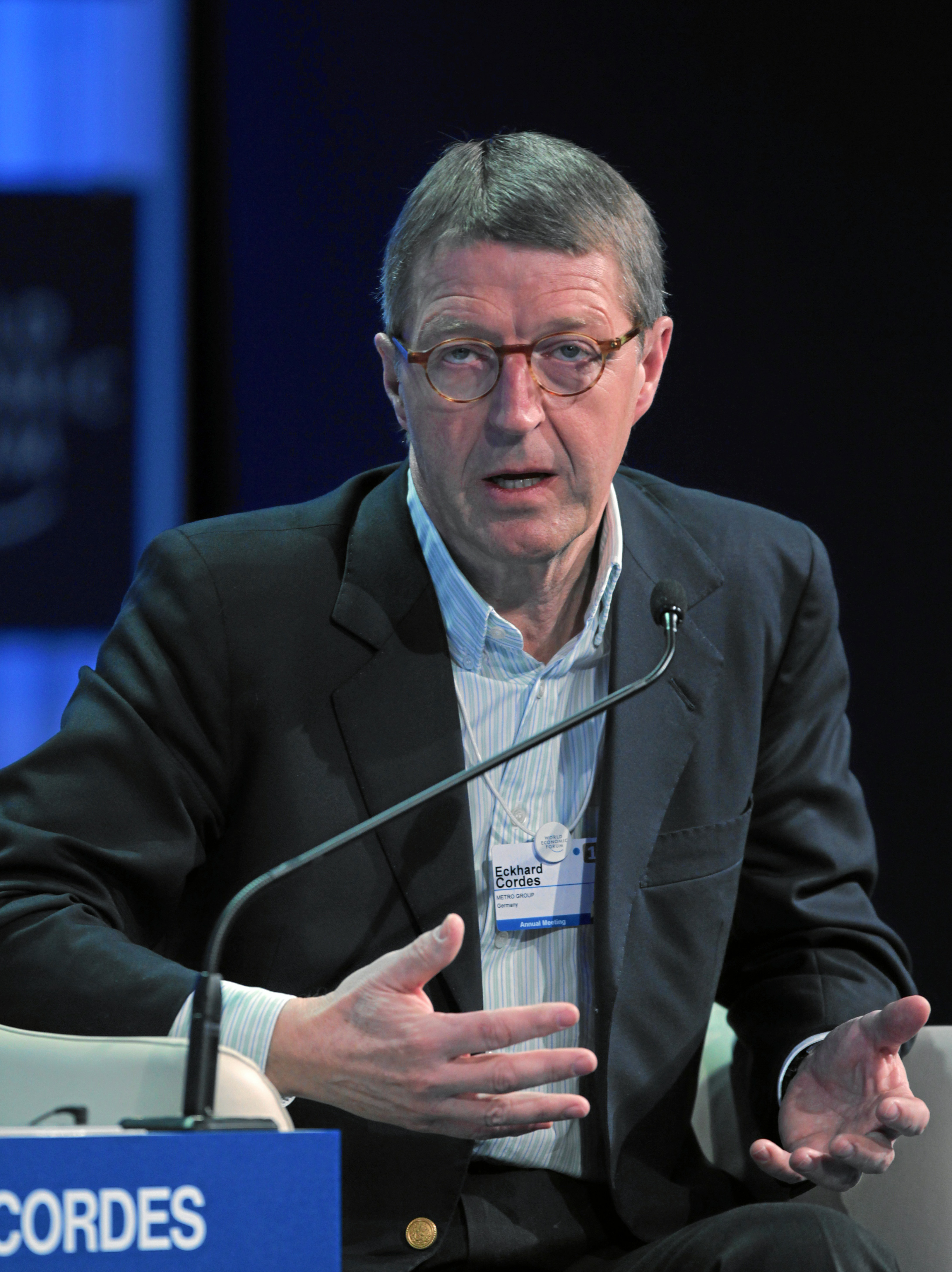
Eckhard Cordes (* 1950)

- Cordes, Eilhard (* 1938), deutscher Geowissenschaftler und Bibliothekar
- Cordes, Ekat (* 1982), deutscher Regisseur und Autor
- Cordes, Emil (1829–1900), deutscher Mediziner
- Cordes, Eric (* 1996), deutscher Schauspieler
- Cordes, Ernst (1921–2009), deutscher Verwaltungsangestellter und Politiker (SPD), MdL
- Cordes, Frank (* 1971), deutscher Handballspieler
- Cordes, Frederick (* 1986), deutscher Politiker (SPD), MdL
- Cordes, Friedrich (1881–1949), deutscher Bauingenieur
- Cordes, Gerhard (1908–1985), deutscher Philologe und Hochschullehrer
- Cordes, Hans (1905–1995), deutscher Bibliothekar
- Cordes, Heinrich (1813–1892), evangelisch-lutherischer Missionar in Südindien
- Cordes, Heinrich (1852–1917), deutscher Schachkomponist und Schriftsteller
- Cordes, Heinrich (1866–1927), deutscher Jurist, Dolmetscher, Konsul und Bankier
- Cordes, Heinrich (1906–1999), deutscher Chemiker und Hochschullehrer
- Cordes, Heinz Otto (1925–2018), deutsch-US-amerikanischer Mathematiker
- Cordes, Hermann (1931–2014), deutscher Biologe, Lehrer und Hochschullehrer
- Cordes, Hermann Gerhard (1825–1901), deutscher Fabrikant und Erfinder
- Cordes, Johann Dieterich (1730–1813), deutscher Kaufmann und Hamburger Ratsherr
- Cordes, Johann Gottlieb (1870–1955), deutscher lutherischer Geistlicher und Autor
- Cordes, Johann Jacob (1880–1976), deutscher Lehrer und Heimatforscher
- Cordes, Johann Tönjes (1878–1955), deutscher Schiffbauingenieur und Werftdirektor
- Cordes, Johann Wilhelm (1824–1869), deutscher Maler
- Cordes, Johannes (1873–1926), deutscher Domorganist und Komponist
- Cordes, Kevin (* 1993), US-amerikanischer Schwimmer
- Cordes, Lisa, deutsche Klassische Philologin
- Cordes, Lotta (* 2001), deutsche Fußballspielerin
- Cordes, Manfred (* 1953), deutscher Musiker und Hochschulrektor
- Cordes, Marcel (1920–1992), deutscher Opern- und Konzertsänger (Bariton)
- Cordes, Maria (1905–1993), deutsche Juristin, Rechtsanwältin, Notarin und Politikerin
- Cordes, Martin (* 1942), deutscher Theologe; Professor für Religionspädagogik
- Cordes, Mia (1882–1955), deutsche Schauspielerin
- Cordes, Mudder (1815–1905), Bremer Stadtoriginal
- Cordes, Olga (1868–1930), deutsche Malerin und Schriftstellerin
- Cordes, Otto (1905–1970), deutscher Schwimmer und Wasserballspieler
- Cordes, Paul Josef (1934–2024), deutscher KardinalPaul Josef Cordes (1934–2024)

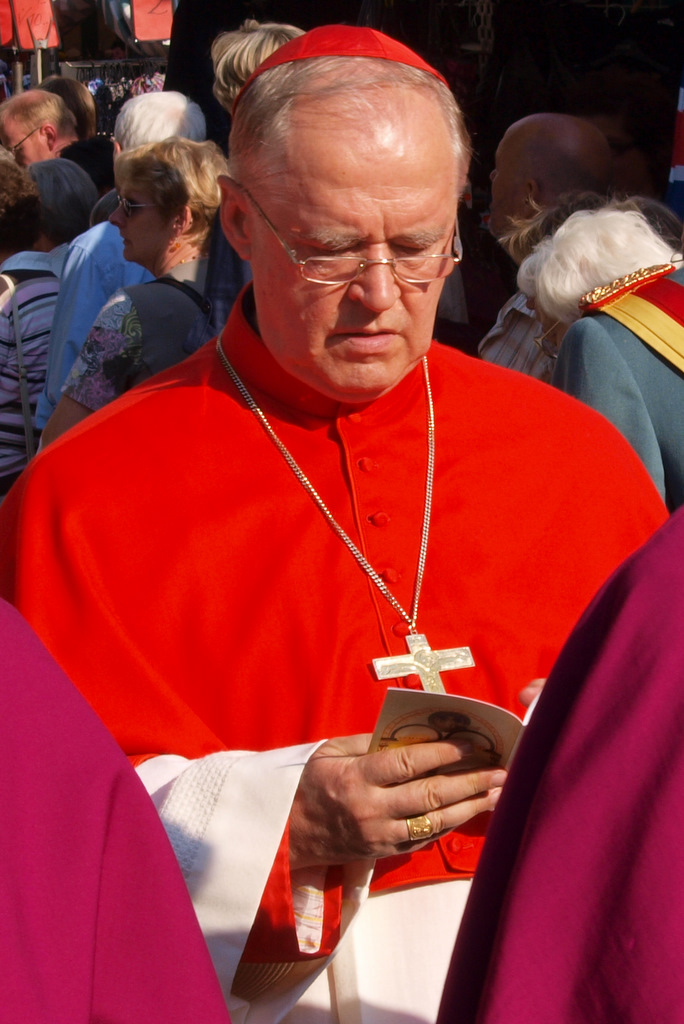
Paul Josef Cordes (1934–2024)

- Cordes, Rainer (* 1964), deutscher Handballspieler
- Cordes, Tom (* 1966), niederländischer Radrennfahrer, Weltmeister im Radsport
- Cordes, Ulrich (* 1980), deutscher Opernsänger (Tenor)
- Cordes, Vera (* 1961), deutsche Journalistin, Moderatorin und Sprecherin
- Cordes, Walter (1899–1985), deutscher Maler und Grafiker
- Cordes, Wilhelm (1840–1917), deutscher Architekt und Friedhofsdirektor
- Cordes-Vollert, Doris (* 1943), deutsche bildende Künstlerin, Grafikerin und Autorin
- Cordet, Louise (* 1945), britische Sängerin
- Cordevin, Joey (* 1970), deutsche Synchronsprecherin und Schauspielerin
- Cordey, Frédéric Samuel (1854–1911), französischer Maler
- Cordey, Georges († 1952), Schweizer Motorradrennfahrer

### Cordi
- Cordi, Fabio (* 1988), italienischer Snowboarder
- Cordiale, Edera (1920–1993), italienische Diskuswerferin
- Cordice, Louis (* 1989), englischer Schauspieler
- Cordié, Carlo (1910–2002), italienischer Romanist, Französist und Italianist
- Cordie, Rosemarie (* 1954), deutsche Prähistorikerin
- Cordier, Andrew (1901–1975), US-amerikanischer Politologe und Beamter
- Cordier, Baude, französischer Komponist der Renaissance
- Cordier, Charles (1897–1994), Schweizer Tierfänger und -händler, Ornithologe und Vogelzüchter
- Cordier, Charles Henri Joseph (1827–1905), französischer Bildhauer
- Cordier, Daniel (1920–2020), französischer Widerstandskämpfer, Kunsthändler, Historiker und Schriftsteller
- Cordier, David (1959–2025), englischer Opernsänger (Countertenor)
- Cordier, Eugen Maria (1903–1974), deutscher Maler, Graphiker und Gebrauchsgraphiker
- Cordier, Henri (1849–1925), französischer Orientalist
- Cordier, Henri (1856–1877), französischer Bergsteiger
- Cordier, Jean († 1501), niederländischer Tenorsänger
- Cordier, Leopold (1887–1939), deutscher Theologe
- Cordier, Louis (1777–1861), französischer Geologe
- Cordier, Mathurin († 1564), französischer Pädagoge und Hochschullehrer
- Cordier, Noëlle (* 1944), französische Sängerin
- Cordier, Wilhelm (1913–1982), deutscher Prediger
- Cordier, Yves (* 1964), französischer Triathlet
- Cordiglia, Giancarlo Judica (* 1971), italienischer Schauspieler, Regisseur und Synchronsprecher
- Cordignano, Hugo (1882–1959), italienisch-österreichischer Maler, Bildhauer, Musiker und Komponist
- Cordignano, Max (1851–1898), österreichischer Architekt und Baumeister
- Cordileone, Salvatore Joseph (* 1956), römisch-katholischer BischofSalvatore Joseph Cordileone (* 1956)

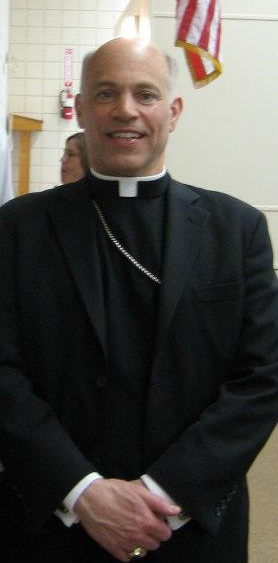
Salvatore Joseph Cordileone (* 1956)

- Cordin, Karl (* 1948), österreichischer Skirennläufer
- Cordina, Joseph (* 1991), britischer bzw. walisischer Boxer
- Cording, Clemens (* 1945), deutscher Psychiater
- Cording, Harry (1891–1954), britischer Schauspieler
- Cordingley, John Edward (1916–2011), britischer Offizier der British Army, Generalmajor
- Cordinier, Isaïa (* 1996), französischer Basketballspieler
- Cordinier, Stéphane (* 1970), französischer Handballspieler

### Cordn
- Cordner, Kennya (* 1988), Fußballspielerin aus Trinidad und Tobago

### Cordo
- Córdoba Sosa, Alejandro (* 1971), argentinischer Schriftsteller
- Córdoba Villota, Juan Vicente (* 1951), ecuadorianischer Priester, Bischof von Fontibón
- Córdoba, Abel (* 1941), argentinischer Tangosänger
- Córdoba, Danilson (* 1986), kolumbianischer Fußballspieler
- Córdoba, Diego Luis (1907–1964), kolumbianischer Anwalt und Politiker
- Córdoba, Farissa (* 1989), panamaische Fußballtorhüterin
- Córdoba, Flavio (* 1984), kolumbianischer Fußballspieler
- Córdoba, Iñigo (* 1997), spanischer Fußballspieler
- Córdoba, Iván (* 1976), kolumbianischer Fußballspieler
- Córdoba, Jhon (* 1993), kolumbianischer FußballspielerJhon Córdoba (* 1993)

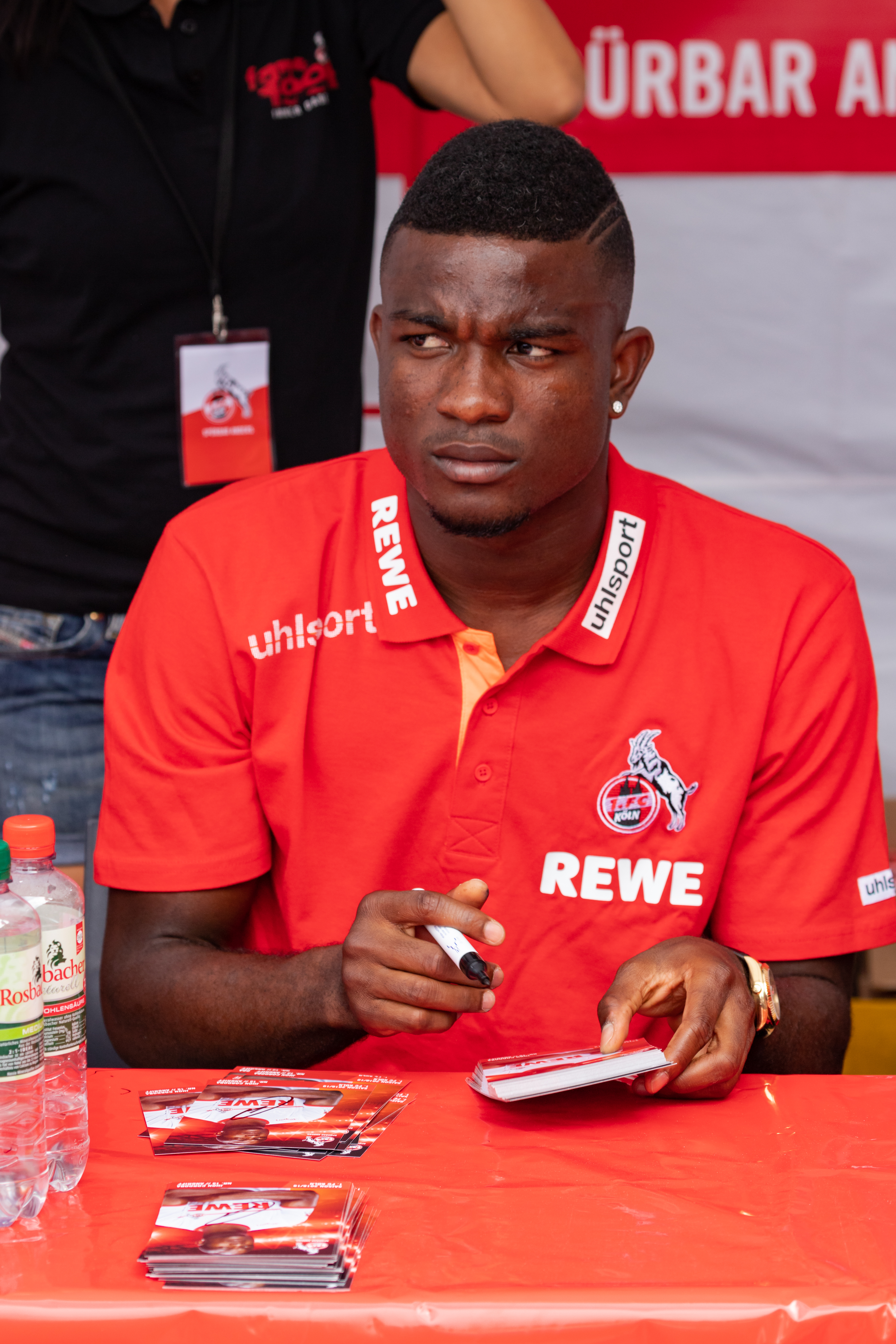
Jhon Córdoba (* 1993)

- Córdoba, Juan Domingo (* 1972), argentinischer Boxer im Halbfliegengewicht
- Córdoba, Malena (* 2005), argentinische Speerwerferin
- Córdoba, Maximiliano (* 1990), uruguayischer Fußballspieler
- Córdoba, Óscar (* 1970), kolumbianischer Fußballspieler
- Cordoba, Pedro De (1881–1950), US-amerikanischer Schauspieler
- Córdoba, Piedad (1955–2024), kolumbianische Rechtsanwältin und Politikerin
- Córdoba, Raúl (1924–2017), mexikanischer Fußballtorwart
- Córdoba, Ricardo (* 1982), panamaischer Boxer im Superbantamgewicht
- Córdoba, Víctor (* 1962), panamaischer Boxer und WBA-Weltmeister im Supermittelgewicht
- Cordola, Lanny (* 1961), US-amerikanischer Rockgitarrist
- Cordón Cea, Eusebio Rodolfo (1899–1966), Präsident von El Salvador
- Cordon, Audrey (* 1989), französische Radrennfahrerin
- Cordon, Cécile (1939–2023), österreichische Politikerin (Grüne), Schauspielerin und Autorin
- Cordon, Franz von (1796–1869), österreichischer General
- Cordon, Guy (1890–1969), US-amerikanischer Politiker
- Cordón, Kevin (* 1986), guatemaltekischer Badmintonspieler
- Cordona, Diana di (1499–1550), Kurtisane und Mätresse
- Cordona, Katharina von (1519–1577), spanische Adlige, Erzieherin am spanischen Königshof
- Cordone, Carlos Daniel (* 1974), argentinischer Fußballspieler
- Cordone, Miguel Angel, uruguayischer Politiker
- Cordone, Roberto (* 1941), italienischer Maler und Bildhauer
- Cordones, Amílcar, uruguayischer Politiker
- Cordonnier, Eugène (1892–1967), französischer Turner
- Cordonnier, Jacques (* 1950), französischer Politiker
- Cordonnier, Leonhard (1874–1942), belgischer römisch-katholischer Geistlicher und Märtyrer
- Córdova Blanco, Dante (* 1943), peruanischer Politiker
- Córdova Dávila, Félix (1878–1938), puerto-ricanischer Politiker
- Córdova Huamán, Washington (* 1962), peruanischer Schriftsteller, Übersetzer und Literaturwissenschaftler
- Córdova Iturburu, Cayetano (1899–1977), argentinischer Journalist, Kunstkritiker und Schriftsteller
- Córdova, Andrés (1892–1983), ecuadorianischer Jurist und Politiker, Staatspräsident (1939–1940)
- Córdova, Arturo de (1908–1973), mexikanischer Schauspieler
- Córdova, Cléverson Gabriel (* 1985), brasilianischer Fußballspieler
- Cordova, Elle (* 1988), US-amerikanische Sängerin und SongwriterinElle Cordova (* 1988)

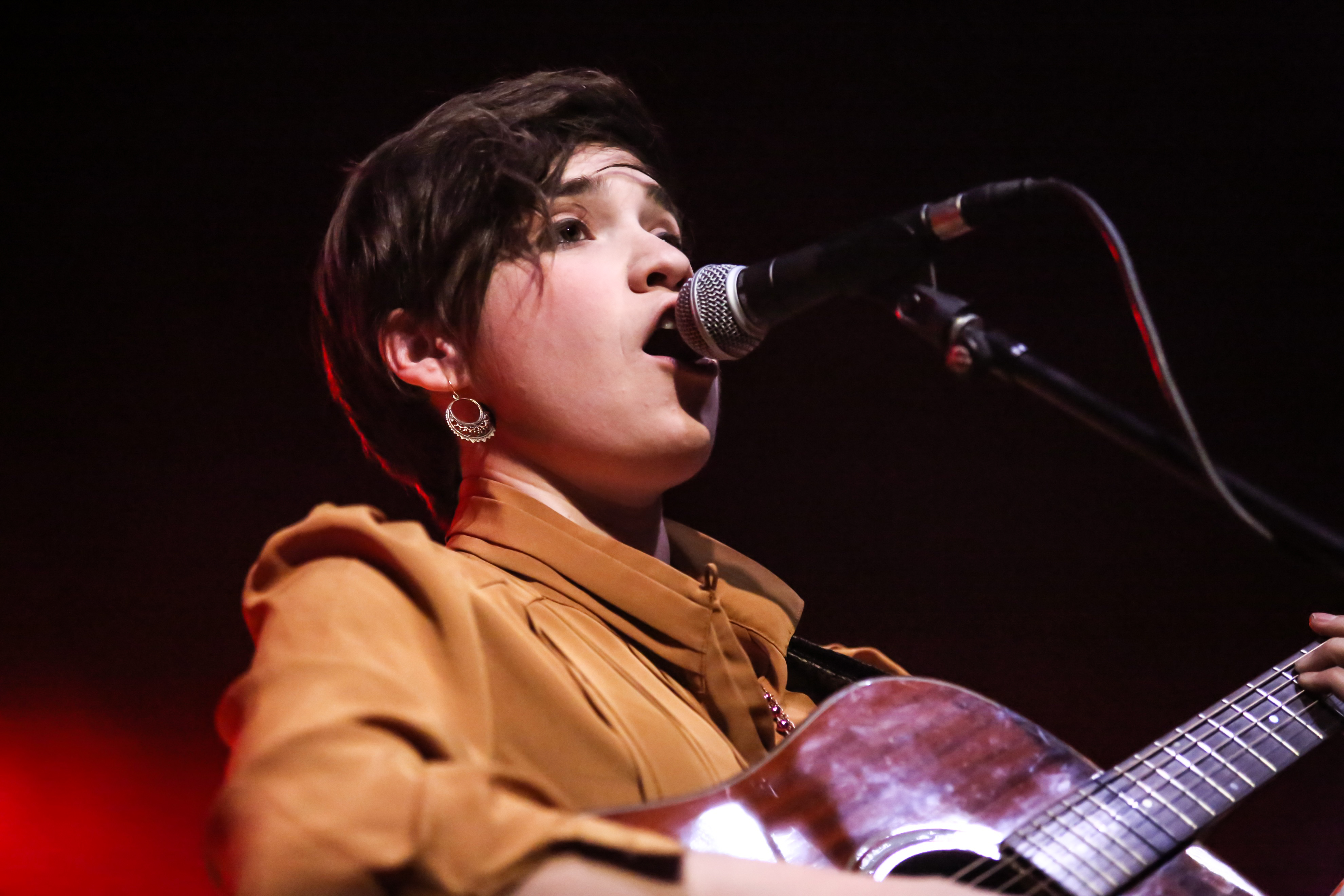
Elle Cordova (* 1988)

- Córdova, Emilio (* 1991), peruanischer Schachspieler
- Córdova, Enrique (1881–1966), salvadorianischer Politiker und Diplomat
- Córdova, Fidel (* 1989), chilenischer Fußballspieler
- Córdova, France A. (* 1947), US-amerikanische Astrophysikerin und Direktorin der National Science Foundation
- Cordova, Frederick de (1910–2001), US-amerikanischer Theaterregisseur, Filmregisseur, Fernsehregisseur, Filmproduzent und Drehbuchautor
- Córdova, Jeanne (1948–2016), US-amerikanische LGBT-Aktivistin, Journalistin und Autorin
- Córdova, Jesús Eduardo (* 1968), mexikanischer Fußballspieler
- Córdova, Jorge (1822–1861), bolivianischer Staatspräsident
- Córdova, Jorge (1913–1989), chilenischer Fußballspieler
- Córdova, Jorge Luis (1907–1994), puerto-ricanischer Politiker
- Córdova, Juan (* 1995), chilenisch-kanadischer Fußballspieler
- Córdova, Julio (1911–1986), chilenischer Fußballspieler
- Cordova, Kaspar Ferdinand von (1674–1756), kaiserlicher Feldmarschall und Ritter des goldenen Vließes, Graf von Alagon
- Córdova, Luis de (1706–1796), spanischer Admiral
- Córdova, Nicolás Andrés (* 1979), chilenischer Fußballspieler
- Córdova, Roberto (1899–1967), mexikanischer Jurist und Richter am Internationalen Gerichtshof
- Córdova, Sebastián (* 1997), mexikanischer Fußballspieler
- Córdova, Sergio (* 1997), venezolanischer FußballspielerSergio Córdova (* 1997)

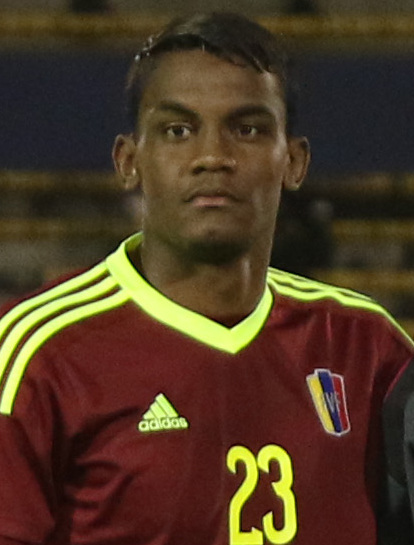
Sergio Córdova (* 1997)

- Cordova-Buckley, Natalia (* 1982), mexikanisch-US-amerikanische Schauspielerin
- Cordoval, Jérémy (* 1990), französischer Fußballspieler
- Cordovero, Moses (1522–1570), jüdischer Mystiker und Kabbalist
- Cordovés, Gil (* 1965), kubanischer Radrennfahrer
- Cordovez, Diego (1935–2014), ecuadorianischer Diplomat und Politiker

### Cordr
- Cordray, Richard (* 1959), amerikanischer Politiker der Demokratischen Partei

### Cords
- Cords, August (1859–1919), deutscher Reeder
- Cords, Gustav (1870–1951), deutscher Komponist
- Cords, Ingrid (* 1940), deutsche Politikerin (SPD), MdHB
- Cords, Jens (1932–2024), deutscher Kunstmaler
- Cords, Jin-Sook (* 1963), deutsch-südkoreanische Tischtennisspielerin
- Cords, Nicholas (* 1974), US-amerikanischer Bratschist
- Cords, Werner (1886–1954), deutscher Architekt und Hochschullehrer
- Cordsen, Knut (* 1972), Autor, Redakteur, Literaturkritiker und ModeratorKnut Cordsen (* 1972)

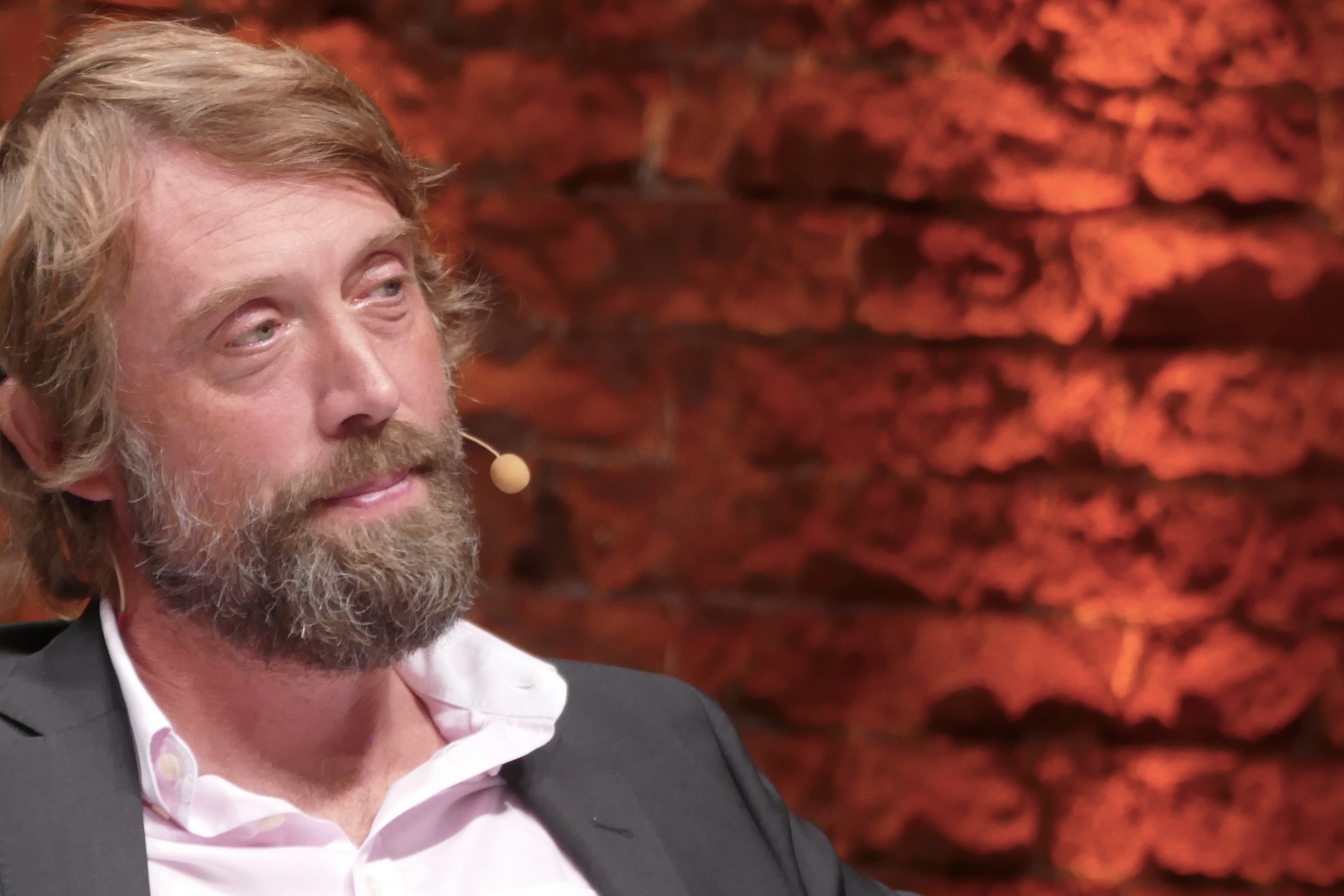
Knut Cordsen (* 1972)

- Cordsen, Maria (* 1994), dänische Schauspielerin und Hörspielsprecherin
- Cordshagen, Hugo (1921–1976), deutscher Archivar und Historiker
- Cordßen-Ryglewski, Tim (* 1976), deutscher politischer Beamter

### Cordt
- Cordt, Jutta (* 1963), deutsche Juristin und Präsidentin des Bundesamts für Migration und Flüchtlinge (BAMF)
- Cordts, John (* 1935), kanadischer Autorennfahrer

### Cordu
- Cordua, Erich (1880–1937), deutscher Jurist, Verwaltungsbeamter und Politiker (DNVP)
- Cordua, Hermann (1813–1879), deutscher Pädagoge und Abgeordneter
- Cordua, Hermann (1852–1905), deutscher Chirurg
- Cordua, Theodor (1796–1857), deutscher Kaufmann, Pionier in Kalifornien und Mäzen
- Cordula, Märtyrin, Jungfrau und Heilige der katholischen Kirche
- Corduner, Allan (* 1950), britischer Film- und TheaterschauspielerAllan Corduner (* 1950)

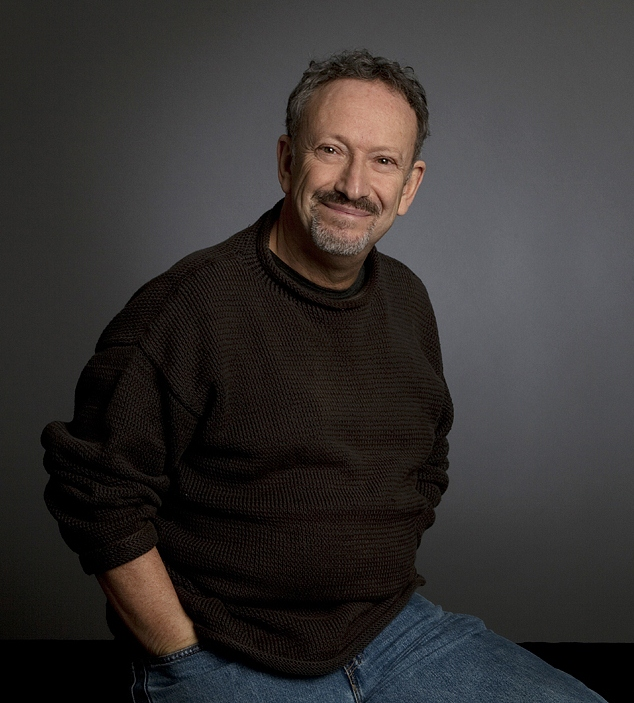
Allan Corduner (* 1950)

- Cordus, Euricius (1486–1535), deutscher Humanist, Dichter, Arzt und Botaniker
- Cordus, Valerius (1515–1544), deutscher Botaniker, Arzt, Pharmakologe und Naturforscher

### Cordw
- Cordwell, Belinda (* 1965), neuseeländische Tennisspielerin
- Cordwell, Harry (1922–1995), britischer Szenenbildner

### Cordy
- Cordy, Annie (1928–2020), belgische Schauspielerin und Sängerin
- Cordy, Michael (* 1962), britischer Schriftsteller
- Cordy, Raymond (1898–1956), französischer Schauspieler